# Károly Jordan

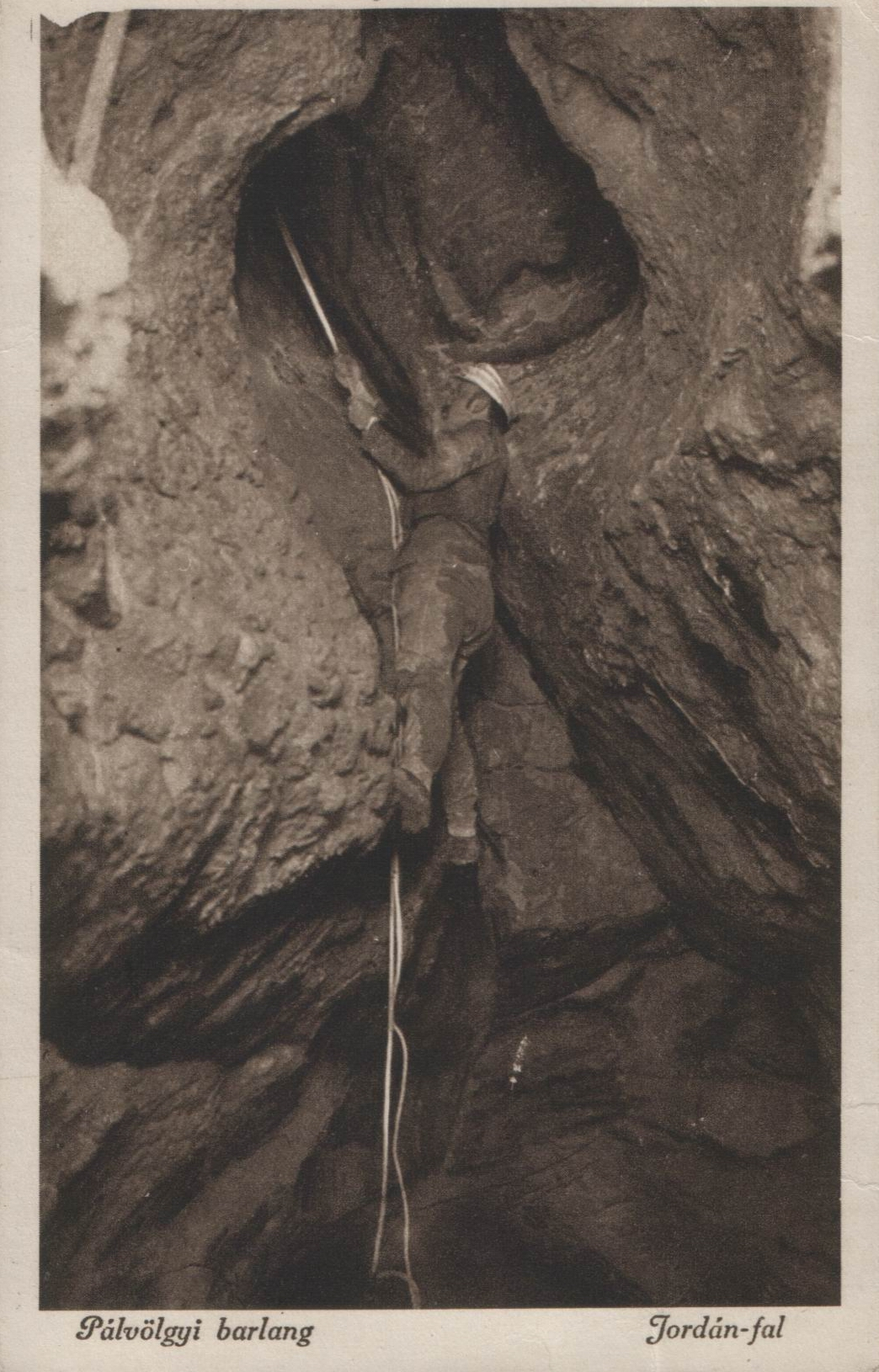
Károly Jordan

Károly Jordan (auch Károly Jordán, Karl Jordan, Charles Jordan; * 16. Dezember 1871 in Pest; † 24. Dezember 1959 in Budapest) war ein ungarischer Mathematiker und Statistiker, der vor allem für seine Beiträge zur Wahrscheinlichkeitstheorie und Differenzenrechnung bekannt ist.

## Leben
Jordan, Sohn eines wohlhabenden Lederfabrikanten, ging in Budapest bis 1889 zur Schule und studierte danach an der École Préparatoire Monge in Paris und der Eidgenössischen polytechnischen Schule in Zürich, wo er 1893 den Grad eines Diplomingenieurs in Chemie erwarb. Nach einem Jahr am Owens College der Victoria-Universität Manchester nahm er 1894 eine Stelle an der Universität Genf an, wo er 1895 zum Docteur ès Sciences Physiques promoviert wurde (Dédoublement de l’acide butanoloïque 2. et recherches sur les dérivés actifs de cet acide. Étude numérique sur la formule transformée de MM. Thorpe et Rücker) und anschließend Privatdozent für Physikalische Chemie war. Ab 1899 studierte er an der Péter-Pázmány-Universität in Budapest Mathematik, Astronomie und Geophysik. Von 1906 bis 1913 war er Direktor des Budapester seismologischen Instituts. Sein Interesse an der Interpretation seismologischer und meteorologischer Daten führte ihn zur Wahrscheinlichkeitsrechnung und allgemein zur Mathematik. Während des Ersten Weltkriegs arbeitete er als Lehrer für Mathematik, Physik und Meteorologie an einer Militärakademie in Várpalota. Nach dem Krieg hielt er eine Vorlesung über Statistik an der Péter-Pázmány-Universität in Budapest und wechselte 1920 an die Budapester Technische und Wirtschaftswissenschaftliche Universität, an der er 1923 Privatdozent, 1933 außerordentlicher und 1940 ordentlicher Professor wurde und bis 1950 Vorlesungen über Wahrscheinlichkeitstheorie, Statistik und Differenzenrechnung hielt.
Jordan fand beispielsweise 1927 für die Wahrscheinlichkeit des Ereignisses {\displaystyle B_{t}}, dass von {\displaystyle n} Ereignissen {\displaystyle A_{1},A_{2},...,A_{n}} genau {\displaystyle t} eintreten, die später nach ihm benannte Siebformel
{\displaystyle P(B_{t})=\sum _{k=t}^{n}(-1)^{k-t}{\binom {k}{t}}S_{k}\quad {\text{ mit }}\quad S_{0}=1\quad {\text{ und }}\quad S_{k}=\!\sum _{1\leq i_{1}<\cdots <i_{k}\leq n}\!P(A_{i_{1}}\cap A_{i_{2}}\cap \,\cdots \,\cap A_{i_{k}}).}
1928 gab er eine damals in praktischen Anwendungen oft verwendete Formel für ein Interpolationspolynom mit äquidistanten Stützstellen an. Seine Monographie über Differenzenrechnung, Calculus of finite differences (1939), fand weite Verbreitung. Fünfzig Jahre Forschung und dreißig Jahre Lehre fasste er in seinem Lehrbuch über Wahrscheinlichkeitstheorie, Fejezetek a klasszikus valószínűségszámításból (1956), zusammen, dessen Veröffentlichung die Ungarische Akademie der Wissenschaften zehn Jahre lang verzögerte.
Die Budapester Eötvös-Gesellschaft zeichnete Jordan 1928 mit dem Julius-König-Preis aus, 1947 wurde Jordan zum korrespondierenden Mitglied der Ungarischen Akademie der Wissenschaften gewählt, und 1956 wurde ihm für seine Leistungen in der Mathematik der Kossuth-Preis verliehen.
Jordan heiratete 1895 in Genf Marie Blumauer, die 1899 in Budapest bei der Geburt des dritten Kindes starb. 1900 heiratete er Marthe Lavallée, mit der er weitere drei Kinder hatte. Anerkennung erlangte Jordan auch mit seinen sportlichen Aktivitäten, besonders als Bergsteiger in der Tatra mit Winterbesteigungen in den Jahren nach 1900. Während des Ungarischen Volksaufstands wurde am 26. Oktober 1956 Jordans Wohnung in Brand geschossen und dabei auch seine historisch wertvolle Bibliothek mit 5000 Bänden, darunter fast 1000 seltenen Ausgaben, zerstört.

## Schriften
- mit Raymond Fiedler: Contribution à l’étude des courbes convexes fermées et de certaines courbes qui s’y rattachent, Hermann et Fils, Paris 1912 (französisch; im Internet-Archiv; englische Rezension)
- Matematikai Statisztika (Mathematische Statistik), Athenaeum, Budapest 1927 (ungarisch)
- Statistique mathématique, Gauthier-Villars, Paris 1927 (erweiterte französische Ausgabe von Matematikai Statisztika; englische Rezension)
- Calculus of finite differences, Eggenberger, Budapest und Röttig-Romwalter, Sopron 1939; 2. Auflage Chelsea, New York 1947; 3. Auflage 1965, ISBN 0-8284-0033-4 (englisch; mit einer Einführung von Harry C. Carver)
- Fejezetek a klasszikus valószínűségszámításból (Ausgewählte Kapitel aus der klassischen Wahrscheinlichkeitsrechnung), Akadémiai Kiadó, Budapest 1956 (ungarisch; 1946 fertiggestellt; Zentralblatt-Rezension); Chapters on the classical calculus of probability, Akadémiai Kiadó, Budapest 1972 (englische Übersetzung von P. Medgyessy)
- Hétjegyű logaritmustábla (Siebenstellige Logarithmentafel), Műszaki Könyvkiadó, Budapest 1961 (ungarisch)